# Englands invasion av Skottland
Englands invasion av Skottland ägde rum mellan 13 och 20 augusti år 1400. Det var en första militära kampanj som företogs av kung Henrik IV av England sedan han bestigit tronen. Syftet var att försvara den engelsk-skotska gränsen genom att hävda Englands militära makt efter hans företrädares misslyckade kampanjer. 
Den engelska armén invaderade Skottland 13 augusti. Den slog sig ned utanför Leith där den hade tillgång till nya provisioner från sin flotta och stannade där i sju dagar utan att engagera sig i någon direkt militär krigföring. 20 augusti gav sig engelsmännen av igen. Detta var sista gången en engelsk invasion av Skottland leddes av en engelsk kung.